# Vladimír Godár
Vladimír Godár (* 16. März 1956 in Bratislava) ist ein slowakischer Komponist, Musikwissenschaftler und Musikpädagoge.

## Leben
Nach privatem Kompositionsunterricht bei Peter Bartovic studierte Vladimír Godár von 1971 bis 1975 am Konservatorium Bratislava bei Juraj Pospíšil (Komposition) und Mária Masariková (Klavier). Prägend verliefen für ihn in den 1970er-Jahren auch regelmäßige musikalische Zusammenkünfte im Haus von Ján Albrecht. Von 1975 bis 1980 setzte er das Kompositionsstudium bei Dezider Kardoš an der Akademie der Darstellenden Künste, der nunmehrigen Hochschule für Musische Künste Bratislava (Vysoká škola múzických umení v Bratislave – VŠMU) fort. 1988/1989 schloss er einen Studienaufenthalt bei Roman Haubenstock-Ramati an der Hochschule für Musik und darstellende Kunst in Wien an. 1988 setzte er als Postgraduate sein Studium der Musikwissenschaft an der Slowakischen Akademie der Wissenschaften (SAV) in Bratislava fort, das er 1993 mit der Dissertation „Battaglia a Mimesis“ abschloss. Von 1992 bis 1996 hatte er einen Forschungsauftrag an der SAV, ab 1997 war er Lehrer am Institut für Ästhetik der philosophischen Fakultät der Comenius-Universität Bratislava in den Fächern Geschichte der Ästhetik und Musikgeschichte.
Im Bereich der praktischen Musiklehre wirkte Godár von 1985 bis 1991 als Lehrbeauftragter an der VŠMU. Von 2001 bis 2007 war er Kompositionslehrer an der Kunstakademie in Banská Bystrica, 2011/2012 Lehrer an der Abteilung für Komposition und Dirigieren an der VŠMU und von 2013 bis 2015 Dozent ebenda. Ein wichtiger Teil von Godárs Tätigkeitsfeldern betrifft seine Arbeit im redaktionellen und editorischen Bereich, so in der Musikbuchabteilung des Verlags OPUS, für die Zeitschrift „Slovak Music Quarterly“, als Direktor im Verlag Sciptorium Musicum und seit 2017 als Leiter der Verlagsabteilung des Slowakischen Musikzentrums.
Wiederholt war Godár Vorsitzender des Slowakischen Komponistenverbandes, seit 2008 ist er Präsident des Komitees des Musikfestivals Bratislava (BHS). In der Saison 1993/1994 lud man ihn als Composer in Residence bei der Slowakischen Philharmonie ein.

## Preise und Auszeichnungen (Auswahl)
- 1987: Ján-Levoslav-Bella-Preis für Partita mit Berücksichtigung früherer Arbeiten
- 1987: Ján Levoslav Bella-Preis für Concerto grosso per archi e cembalo
- 1988: Kritikerpreis für Dariačangin sad
- 2007: Preis des Kulturministeriums der Slowakischen Republik für die CD „Mater“
- 2011: Fra Angelico-Preis für den Beitrag christlicher Werte zur Kunst im Jahr 2010
- 2013: Preis der slowakischen Urheberrechtsgesellschaft SOZA[3] für einen erheblichen Anteil an der Präsentation der slowakischen Produktion im Ausland, Preis für das Jahr 2011
- 2014: Pavel Strauss-Preis
- 2016: Großer Preis der slowakischen Urheberrechtsgesellschaft für das Jahr 2015
- 2021: Ľudovít-Štúr-Orden III. Klasse für außergewöhnliche Verdienste um die Entwicklung der Slowakischen Republik auf dem Gebiet der Kultur und Kunst sowie für die bedeutende Verbreitung des guten Namens der Slowakischen Republik im Ausland[4]

## Werke (Auswahl)

### Bühnenwerke
- Clownfórum. Musical-Pantomie nach Texten von Marián Vanek, Tomáš Janovic, Vladimír Godár und Melánia Vaneková für Stimmen und Klavier (1990)
- Pod rozkvitnutými sakurami (Unter der blühenden Sakura). Musikdramatisches Gedicht (Ballett) für Sopran, Bariton, Männerchor und Orchester (2008)

### Solostimme(n), Chor und Orchester
- Orbis sensualium pictus. Oratorium nach Texten von Ján Amos Komenský für Sopran, Bass, gemischten Chor und Orchester (1984)
- Regina coeli für Alt, Violine solo, gemischten Chor, Streichorchester und Basso continuo (2003)
- Magnificat für Frauenstimme, gemischten Chor, Streichorchester und Cembalo (2004)
- Majkomašmalon für Alt, Violine, gemischten Chor, Harfe und Streichorchester (2005)
- Querela pacis. Kantate für Sopran, Alt, gemischten Chor und Kammerorchester „Hommage à Desiderius Erasmus Roterodamus“ (2009)
- Querela pacis Oratorium für Sopran, Alt, Bass, gemischten Chor, Orgel und Kammerorchester „Hommage à Desiderius Erasmus Roterodamus“ (2009)

### Solostimme und Orchester
- Drei Lieder nach alter chinesischer Dichtung nach Texten aus dem Buch der Lieder, von Li-Po und Jüan Cchi für Mezzosopran und Orchester (1977)
- Lyrische Kantate nach Texten chinesischer Dichter für Mezzosopran und Orchester (1981)
- Humanitas. Arie nach einem Text von Ján Amos Komenský für Sopran, Harfe und Streichorchester (1983)
- Štyri vážne spevy (Vier ernste Lieder) nach Texten von Hugolín Gavlovič und Daniel Sinapius für tiefe Stimme und Streichorchester, Klavier und Glocken (1985)
- Stála matka nach dem lateinischen Stabat mater für Alt und Kammerorchester (2001)
- Mohendžo-daro für Alt und Kammerorchester (2001)
- Vianočné piesne (Weihnachtslieder) für Gesangsstimme, Orgel und Streichorchester (2006)
- Šlof, majn kind (Schlaf, mein Kind) für Mezzosopran, Gitarre, Oboe, Streichorchester und Bassgitarre (2017)

### Orchesterwerke
- Predohra (Ouvertüre). Hommage à Alfred Jarry (1978)
- Partita für 54 Streichinstrumente, Cembalo, Pauken und Röhrenglocken (1983)
- Sinfonie Nr. 1 (1980, rev. vor 1986)
- Sinfonie Nr. 2. Ritual für Orchester (1992)
- Via lucis (1993)
- Tombeau de Bartók (1995, rev. 2002)

### Kammerorchester
- Sinfonia giocosa (1974)
- Barkarola für Streichinstrument solo (Violine, Viola oder Violoncello), zwölf Streichinstrumente, Harfe und Cembalo (1993, rev. 1994 und 2008)

### Streichorchester
- Fuga in f für Streichorchester (1974)
- Passacaglia und Fuge für Streichorchester (1981)
- Concerto grosso für Streichorchester und Cembalo (1985)
- Tanečná suita podľa Vietorisovej tabulatúry (Tanzsuite nach dem Vietoris-Tabulaturbuch[5]) für Streichorchester und Cembalo (1985)
- Emmeleia für Harfe und Streichorchester (1994)
- Pieseň labute (Schwanengesang) für zwei Gitarren, Harfe und Streichorchester (2003)

### Soloinstrument(e) und Orchester
- Meditation für Violine, Streichorchester und Pauken (1984, rev. 1995)
- Emmelaia für Violine und Streichorchester (1994)
- Emmelaia für Harfe und Streichorchester (1994)
- Dariačangin sad (Der Garten der Dariatschangi[6]). Ein Mythos nach Otar Tschiladse für Violine, Violoncello und Orchester (1987)
- Variazioni facili für Violine, Violoncello, Streichorchester und Cembalo (2001)
- Malá suita pre malého Dávida (Kleine Suite für den kleinen David) für E-Violine oder Violine, E-Gitarre oder Violoncello, Streichorchester und Cembalo (2005)
- Griechische Tänze für Violine, Violoncello, Streichorchester und Cembalo (2017)

### Ensemble
- Concertino für fünfzehn Instrumente (1970)

### Kammermusik
- Introduktion und Fuge für Streichtrio (1970)
- Trio für Flöte, Trompete und Bassklarinette (1976)
- Ricercar per 4 stromenti (1977, rev. 1995)
- Bläserquintett (1977)
- Talizman. Nocturne für Klaviertrio (1979–1983)
- Neha (Zartheit) für Streichquartett (1991)
- Emmeleia für Klaviertrio (1994, rev. 1999)
- Emmeleia für Streichquartett (1994)
- Emmeleia für vier Gitarren (1994)
- Déploration sur la mort de Witold Lutosławski für Klavierquintett (1994)
- Missa pastoralis für vier Violinen oder Gitarrenquartett (2000, rev. 2002)
- Film-Suite für Streichquartett (2001)
- Variazioni facili für Klaviertrio (2001)
- Pieseň labute (Schwanengesang) für Klaviertrio (2003)
- Pieseň labute (Schwanengesang) für vier Violoncelli oder vier Gitarren (2003)
- Kleine Suite für Saxophonquartett (2003)
- Le carneval de Venise für Streichquartett (2005)
- Hudba pre Martina Šulíka (Musik für Martin Šulík) für Streichquartett und Klavier oder Cembalo (2018)

### Duo
- Sonáta na pamäť Viktora Šklovského (Sonate zum Gedenken an Viktor Schklowski) für Violoncello oder Viola und Klavier (1985)
- Sekvencia für Violine und Klavier (1987)
- Emmeleia für Streichinstrument (Violine, Viola oder Violoncello) und Klavier (1994)
- La Canzona refrigerativa dell arpa di Davide für Violoncello und Harfe (1999, rev. 2017)
- La Canzona refrigerativa dell arpa di Davide für Viola und Cembalo (1999, rev. 2017)
- La Canzona refrigerativa dell arpa di Davide für Viola und Gitarre (1999, rev. 2017)
- Divertimento in A für Violine und Violoncello (2001)
- Variationen über ein slowakisches Volkslied für zwei Violen oder zwei Violoncelli (2006)

### Klavier zu vier Händen
- Emmeleia für Klavier zu vier Händen (1994)

### Klavier solo
- Päť kusov (Fünf Stücke) (1970)
- Präludium (1971)
- Trois valses (1971)
- Variationen (1973)
- Trigram (1973)
- Suite Nr. 2 (1973)
- Fünf Bagatellen (1981)
- Grave, passacaglia (1983)
- Emmeleia (1994)

### Diverse Instrumente solo
- Monodien für Klarinette (1970)
- Sonate für Violine (1971)
- Vier Monologe für Gitarre (1971)
- Elegie für Violoncello (1971, rev. 2003)
- Zyklus für Flöte (1972)
- Päť kusov (Fünf Stücke) für Gitarre (1972)
- O Crux für Violoncello oder Violine oder Viola (1999, rev. 2000 und 2006)
- Kniha žalmov (Buch der Psalmen) für Violoncello (2003)
- Sonate für Violine (2004)
- Passacaglia für Violoncello (2007)

### Chor a cappella oder mit Instrumenten
- Zrkadlenie (Spiegelung). Tetralogie für Frauenchor und Instrumente ad lib. (1973–1980)
- Chryzantémy (Chrysanthemen) nach einem Text von Milan Rúfus für Sopran, Frauenchor, Flöte und vier Violen (1975)
- Totožné (Identisch) nach einem Text von Octavio Paz in der Übersetzung von Ján Stacho[7] für gemischten Chor a cappella (1977)
- Sechs Bagatellen für Kinder- oder Frauenchor a cappella (1980)
- Sweet and Low. Wiegenlied nach einem Text von Alfred Tennyson für gemischten Chor und Streichinstrumente (2009, rev. 2017)

### Gesangsstimme und Instrument(e)
- Štyri vážne spevy (Vier ernste Lieder) nach Texten von Hugolín Gavlovič und Daniel Sinapius für tiefe Stimme und Klavier (1985)
- Uspávanky Jana Skácela (Wiegenlieder von Jan Skácel) für Frauenstimme, Flöte oder Violine, Violoncello und Klavier oder Cembalo (1986)
- Ecce puer nach einem Text von James Joyce für Sopran und Kammerensemble (1997)
- Bikít Gilgameš nach Texten aus dem Gilgamesch-Epos für Bass und Violoncello (1998)
- Uspávanky (Wiegenlieder) nach Volksliedern für Frauenstimme und Klavier oder Streichquartett (2002, rev. 2017)
- Majkomašmalon für Frauenstimme und Klaviertrio (2005)
- Majkomašmalon für Frauenstimme, Violine und Violoncello (2005)
- Majkomašmalon für Frauenstimme und Klavier oder Orgel (2005)
- Suňíčko (Kleine Sonne). Zyklus von Liedern aus Záhorie für Gesang und Viola oder Violoncello (2018)

Zudem Transkriptionen und Bearbeitungen von Werken von Béla Bartók, William Byrd, Claude Debussy, Edvard Grieg, Leoš Janáček, Johann Sigismund Kusser, Maurice Ravel, Antonín Rejcha, Ján Šimbracký u. a., Rekonstruktionen alter slowakischer Musik, eine Vielzahl weiterer Chorsätze, Musik für Animations- und Dokumentarfilme, Stücken für den Unterricht sowie Volksmusikarrangements.

## Filmographie (Auswahl)
- 1984: Blickwinkel (Uhol pohladu)
- 1985: Staccato, Spielfilm, Regie: Martin Šulík[9]
- 1987: Die Ballade (Balada), TV-Animationsfilm, Regie: Jarmila Rusinková und Svätopluk Šablatúra
- 1987: Die Pfauenfeder (Pávie pierko)
- 1993: Alles, was ich mag (Vsetko co mam rad)
- 1992: Sehnsüchte (Želania) TV-Film, Regie: Drahoš Šišovič
- 1994: Baščovanský und Schwiegersohn (Baščovanský & zať) TV-Film, Regie: Tomáš Krnáč[10]
- 1995: Der Garten (Záhrada) Spielfilm, Regie: Martin Šulík
- 1996: Höhere Gewalt (Vyššia moc) Spielfilm, Regie: Tomáš Krnáč
- 1998: Die Rückkehr des Idioten (Návrat idiota)[11] Spielfilm, Regie: Saša Gedeon
- 2000: Krähwinkel (Krajinka)
- 2001: Rekviem, Spielfilm, Regie: Petr Kotek[12]
- 2004: Europäische Visionen (Visions of Europe) (Episode: The Miracle)
- 2008: Der Dorflehrer (Venkovský učitel)
- 2011: Zigeuner (Cigán) Spielfilm, Regie: Martin Šulík
- 2018: Dolmetscher (Tlmočník), Spielfilm, Regie: Martin Šulík
- 2018: Gelöscht (Izbrisana)
- 2020: The Man with Hare Ears (Muž so zajačími ušami), Komödie, Regie: Martin Šulík

## CD-Diskographie (Auswahl)
- Sekvencia– Juraj Čižmarovič (Violine), Miki Skuta (Klavier) – auf: De Profundis III (Slowakischer Musikfonds, 1994)
- Ricercar per 4 stromenti, Jesenná meditácia, Talizman, Neha, Déploration sur la mort de Witold Lutosławski, Emmeleia– Peter Biely, Ivana Pristašová und Peter Krajniak (Violine), Peter Šesták (Viola), Jozef Lupták (Violoncello), Nora Skuta (Klavier) – auf: Vladimír Godár. Chamber Music (Slovart Records, 1996)
- Bikít Gilgameš, Emmeleia, La Canzona refrigerativa dell arpa di Davide, Sonáta na pamäť Viktora Šklovského, Barkarola– Peter Mikuláš (Bass), Jozef Lupták (Violoncello), Adriana Antalová (Harfe), Nora Skuta (Klavier), Kammersolisten Bratislava, Dirigent: Anton Popovič – auf: Vladimír Godár. Music for Cello (Slovart Records, 1999)
- Neha, Všetko, čo mám rád,  Záhrada, Orbis pictus, Krajinka – Daniela Varínska (Klavier), Moyzes Quartett, Solamente naturali u. a. – auf: Vladimír Godár. Musik zu Filmen von Martin Šulík (Titanic, 2001)
- Barkarola, Sekvencia, Suita, Meditácia, Variazioni facili – Juraj Čižmarovič und Peter Hamar (Violine), Eugen Prochác (Violoncello), Zuzana Čižmarovičová (Klavier) Staatliches Kammerorchester Žilina, Dirigent: Martin Majkút – auf: Vladimír Godár. Barcarolle – (Slovart Records, 2001)
- O Crux – Ján Slávik (Violoncello) – auf: Slovak Cello Music – (Diskant, 2003)
- La Canzona refrigerativa dell arpa di Davide – Duo Eugen Prochác - Adriana Antalová – auf: Music for Cello and Harp – (Diskant, 2004)
- Talizman – Juraj Čižmarovič (Violine), Ján Slávik (Violoncello), Magdaléna Bajuszová (Klavier) – auf: Nostalgia (Diskant, 2005)
- Sonáta na pamäť Viktora Šklovského, O Crux– Jozef Lupták (Violoncello), Nora Skuta (Klavier) – auf: Cello in recital live at St. John’s, Smith Square, London (Slowakisches Musikzentrum, 2005)
- Stála matka, Ecce puer Magnificat, Uspávanky Regina coeli, Majkomašmalon – Iva Bittová (Gesang), Peter Guľas (Cembalo), Sängerchor des Konservatoriums Bratislava, Solamente naturali, Dirigent: Gabriel Szathmáry – auf: Vladimír Godár: Mater (Pavian Records, 2006)
- Tombeau de Bartók – Slowakische Philharmonie, Dirigent: Christoph Campestrini – auf: Slowakische Philharmonie: Orchesterwerke (Slovenská filharmónia, 2006)
- Trigram, Emmeleia – Ivan Buffa und Diana Buffa (Klavier) – auf: New Slovak music for piano (Hevhetia, 2007)
- Pieseň labute – Cellomania – auf: Cellomania. Slovak works for cello quartet (Pavlík Records, 2007)
- Emmeleia –Archi di Slovakia – auf: Archi di Slovakia (Pavlík Records, 2007)[13]
- Malá suita pre malého Dávida – Stanislav Palúch (E-Violine), Andrej Šeban (E-Gitarre), Staatliches Kammerorchester Žilina, Dirigent: Peter Breiner – auf: Šeban – Godár – Breiner – Kolkovič (Hevhetia, 2009)
- Emmeleia – Bratislava Gitarrenquartett – auf: Slowakische Musik für Gitarrenquartett. Bratislava Gitarrenquartett (Diskant, 2011)
- Querela Pacis – Emily van Evera (Sopran), Petra Noskaiová (Alt), Tomáš Šelc (Bass), Miloš Valent (Violine), Domchor St. Martin, Solamente naturali, Dirigent: Andrew Parrott – auf: Vladimír Godár: Querela Pacis (Pavian Records, 2011)
- O Crux, Sonate für Violine solo – Milan Paľa (Violine) – auf: „Violin Solo 3 – Milan Paľa“ (Pavlík Records, CD 2011)
- Emmeleia, Grave, passacaglia, Trigram für Klavier – Maroš Klátik (Klavier) – auf: Martin Burlas und Vladimír Godár. Klaviermusik (Pavian Records, 2013)
- Sonáta na pamäť Viktora Šklovského für Violoncello und Klavier op. 34 – Ján Slávik (Violoncello), Daniela Varínska (Klavier) – auf: Kafenda, Vilec, Godár (VŠMU, 2013)
- Majkomašmalon für Sopran und Orgel – Jana Pastorková (Sopran), Stanislav Šurin (Orgel) – auf: The new organ in Dolný Kubín (Tribus musicae, 2015)
- Béla Bartók: Slowakische Lieder in Transkriptionen von Vladimír Godár – Iva Bittová (Gesang), Mucha Quartet – auf: Béla Bartók: Slovenské spevy (Pavian Records, 2016)
- Dariačangin sad, Via lucis, O Crux für Violoncello solo – Vladimir Mendelssohn (Violine), Jozef Lupták (Violoncello), Sinfonieorchester des Slowakischen Rundfunks, Dirigenten: Andrew Parrott, Oldřich Vlček – auf: Vladimír Godár: O Crux (Slowakischer Musikfonds, 2016)[14]
- Orbis sensualium pictus. Oratorium – Helena Becse Szabó (Sopran), Peter Mikuláš (Bass), Slowakischer Philharmonischer Chor, Bratislavaer Kinderchor, Slowakische Philharmonie, Dirigent: Alexander Rahbari – auf: Godár Orbis sensualium pictus (Slovenská filharmónia, 2017)
- O Crux für Violoncello solo – Jozef Lupták (Violoncello) – auf: Jozef Lupták: Free in One (Real Music House, 2017)
- Tombeau de Bartók – Slowakisches Radiosinfonieorchester, Dirigent: Mario Košik – auf: Slowakische Orchesterwerke (Slowakischer Musikfonds, 2020)
- Melodiarium – Slowakisches Kammerorchester, Dirigent: Ewald Danel – auf: Slovenský Komorný Orchester (Slovenská filharmónia, 2020)